# ニコラ1世 (ロレーヌ公)

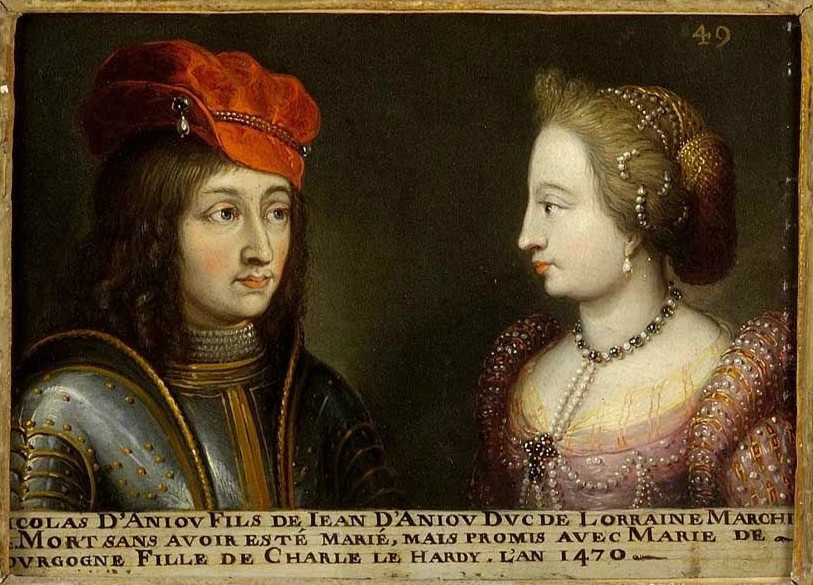
ロレーヌ公ニコラと婚約者であったマリー・ド・ブルゴーニュ

ニコラ・ダンジュー（Nicolas d'Anjou）またはニコラ1世・ド・ロレーヌ（Nicolas Ire de Lorraine, 1448年 - 1473年）は、ロレーヌ公（在位：1470年 - 1473年）。ジャン2世と妃マリー（ブルボン公シャルル1世の娘）の子。

## 生涯
フランス王ルイ11世の娘アンヌ・ド・ボージューと、その後マリー・ド・ブルゴーニュと婚約していたが結婚は果たさず、庶子として一女マルグリット（ダンマルタン伯ジャン4世と結婚）がいたのみであった。
ニコラの死後、ロレーヌ公国は叔母ヨランドとその子ルネ2世が相続した。